# Mönchaltorf
Mönchaltorf est une commune suisse du canton de Zurich, située dans le district d'Uster.

Photo aérienne (1947).